# 博索奥
博索奥，是西班牙卡斯蒂利亚-莱昂布尔戈斯省的一个市镇。总面积33平方公里，总人口117人（2001年），人口密度4人/平方公里。